# Monument aux morts d'Andrest
 (signalé en mai 2025).
Si vous disposez d'ouvrages ou d'articles de référence ou si vous connaissez des sites web de qualité traitant du thème abordé ici, merci de compléter l'article en donnant les références utiles à sa vérifiabilité et en les liant à la section « Notes et références ».
- Archive Wikiwix
- Bing
- Cairn
- DuckDuckGo
- E. Universalis
- Gallica
- Google
- G. Books
- G. News
- G. Scholar
- Persée
- Qwant
- (zh) Baidu
- (ru) Yandex
- (wd) trouver des œuvres sur Wikidata

Le monument aux morts d'Andrest (Hautes-Pyrénées, France) est consacré aux soldats de la commune morts lors des conflits du XXe siècle.

## Historique
La sculpture est réalisée par Firmin Michelet et l'inauguration du monument a eu lieu le 9 novembre 1919.
Une subvention de 1 500 francs a été accordée au comité d'érection du monument aux morts (crédits ouverts au budget additionnel 1919), une somme identique ayant été votée le 1er novembre 1919 pour couvrir les frais liés à l'inauguration du monument et au banquet des anciens combattants.

## Description
Le monument se compose d'un piédestal sur lequel se dresse la statue qui représente une jeune fille, vêtue d'une longue robe, et qui a les mains posées sur une autre stèle garnie de fleurs.
Le monument comporte une stèle portant les noms des 21 soldats morts pendant la guerre 14-18 et une plaque commémorative fixée sur la base du monument porte le nom d'un soldat mort pendant la guerre 39-45.
Il est situé devant l’église Saint-Barthélemy.

## Galerie

Sélection de vues du monument aux morts municipal.
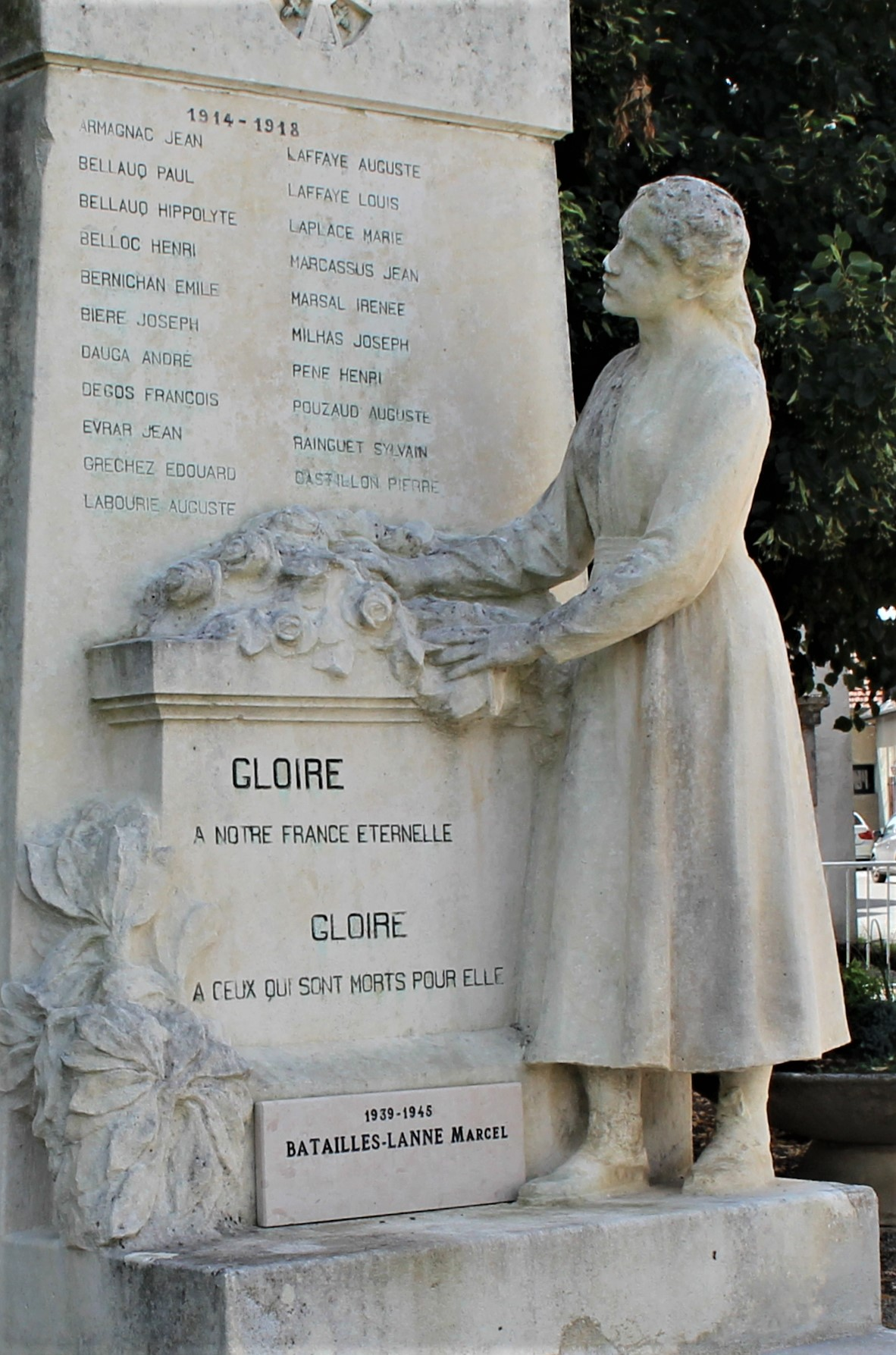
La statue.
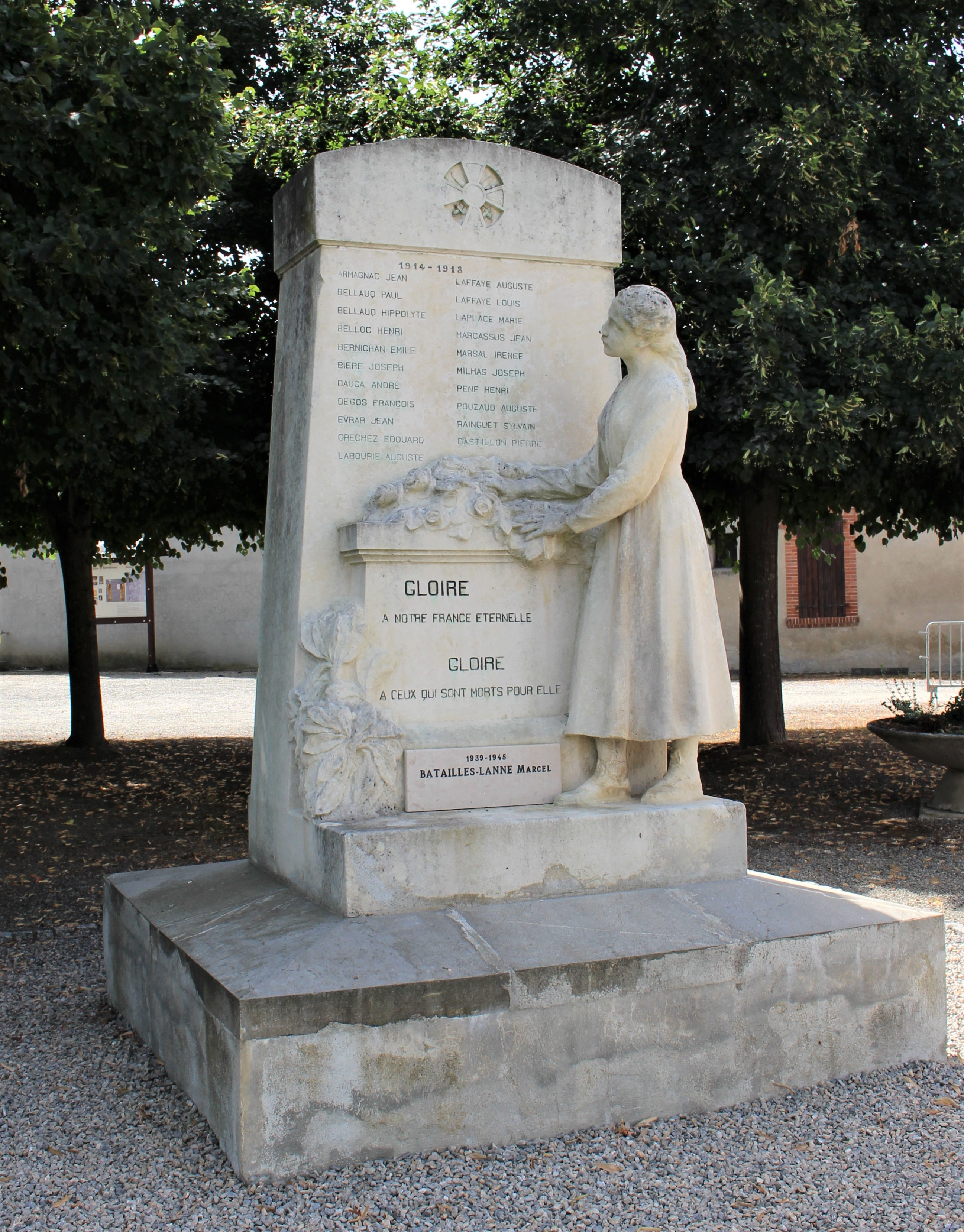
Le monument.
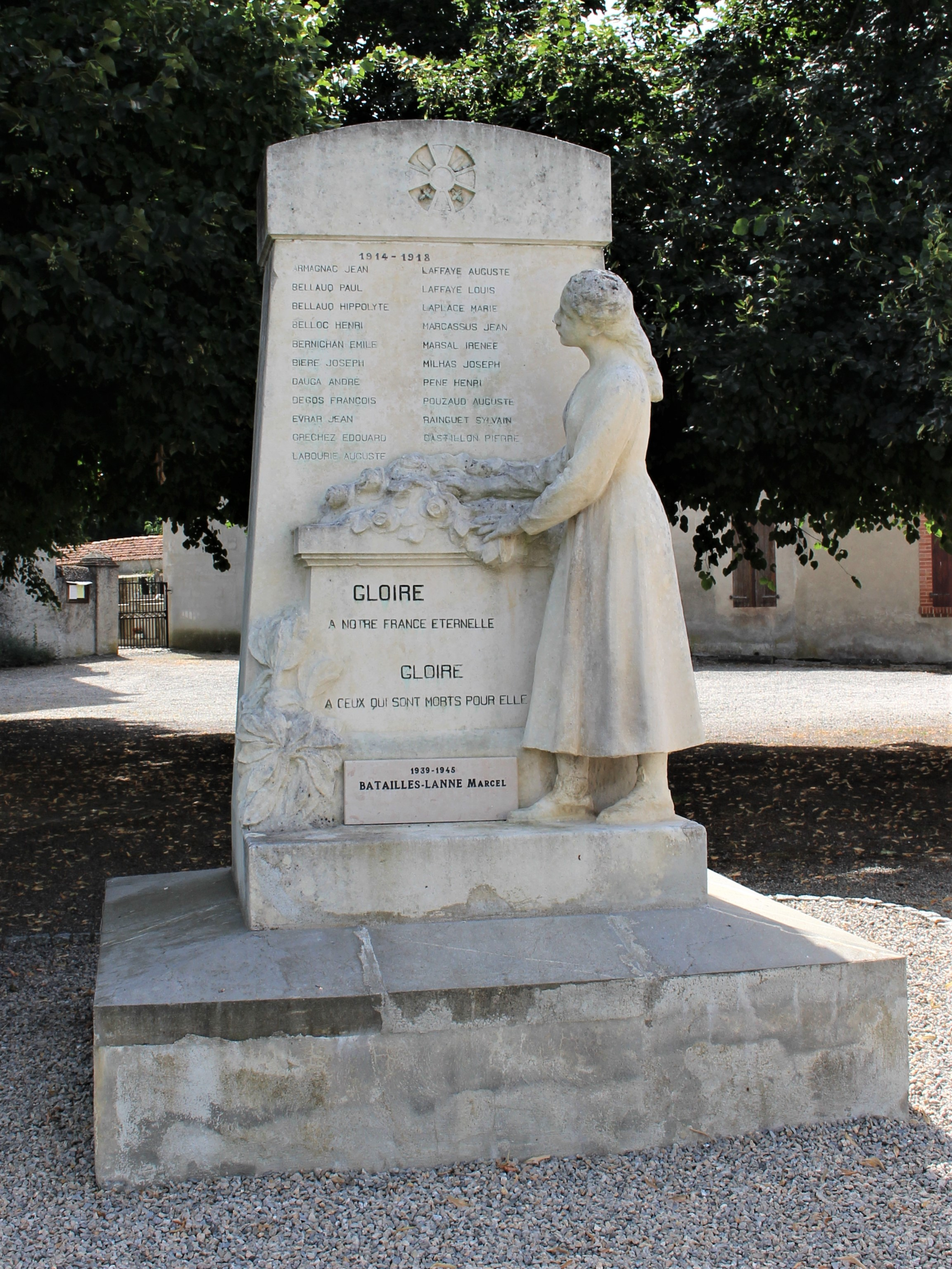
Le monument.